# Esmans
Esmans település Franciaországban, Seine-et-Marne megyében. Lakosainak száma 904 fő (2022. január 1.). Esmans Noisy-Rudignon, Thoury-Férottes, Varennes-sur-Seine, La Brosse-Montceaux, Cannes-Écluse és Montmachoux községekkel határos.

## Népesség
A település népességének változása:
| Lakosok száma | 897  | 899  | 914  | 899  | 893  | 887  | 891  | 888  | 904  |
|               | 2013 | 2015 | 2016 | 2017 | 2018 | 2019 | 2020 | 2021 | 2022 |